# Nils Johan Danielsson
Nils Johan Danielsson, född 25 november 1780 i Eksjö stadsförsamling, Jönköpings län, död 4 oktober 1857 i Eksjö landsförsamling, Jönköpings län, var en svensk präst i Eksjö stadsförsamling.

## Biografi
Nils Johan Danielsson föddes 25 november 1780 i Eksjö stadsförsamling. Han var son till murmästaren därstädes. Danielsson blev 1801 student vid Lunds universitet och avlade magisterexamen 1808. Han prästvigdes 1806 och blev pastorsadjunkt i Sunds församling. År 1810 blev han vikariernade komminister i Vimmerby församling och senare samma år adjunkt i Säby församling. Danielsson blev 1811 komminister i Eksjö landsförsamling och 1823 kyrkoherde i Eksjö stadsförsamling. År 1829 blev han prost och vice kontraktsprost i Södra Vedbo kontrakt. År 1831 blev han ordinarie kontraktsprost i kontraktet. Sistnämnda år var han också respondes på prästmötet. Danielsson blev 1833 ledamot av Svenska Bibelsällskapet. Han avled 4 oktober 1857 i Eksjö landsförsamling.
Danielsson gifte sig med Ulrica Eleonora Aschan. Hon var dotter till rektorn i Eksjö. De fick tillsammans barnen: bataljonsläkaren Pehr Johan (född 1814), apotekaren Nils Otto (född 1819), kameralisten Georg Fredrik (född 1821) och garvaren Sven Ulrik (född 1827)..